# Estrídeos

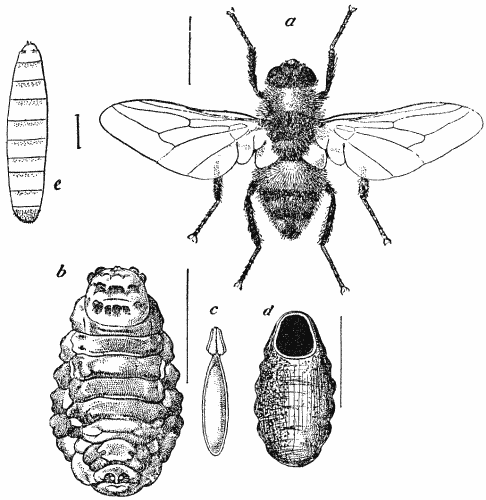
Hypoderma bovis, um dos estrídeos mais comuns.

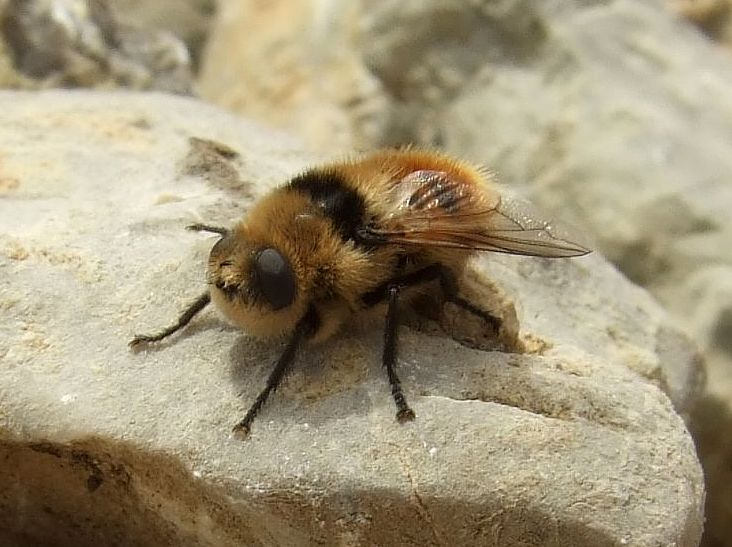
Cephenemyia stimulator.

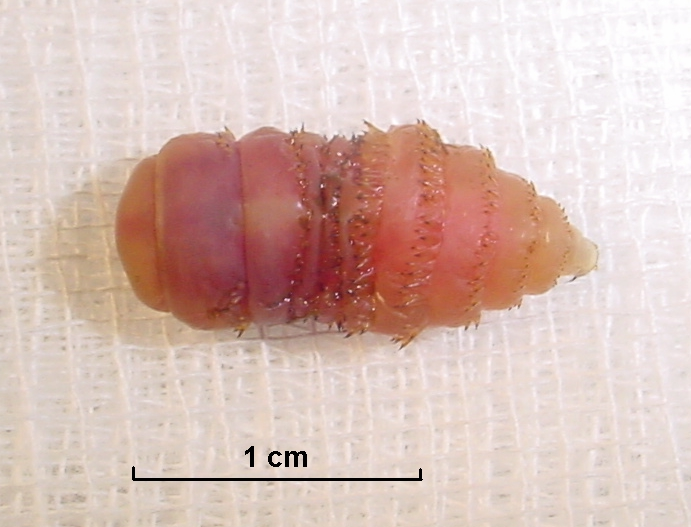
Estádio larvar de Gasterophilus intestinalis.

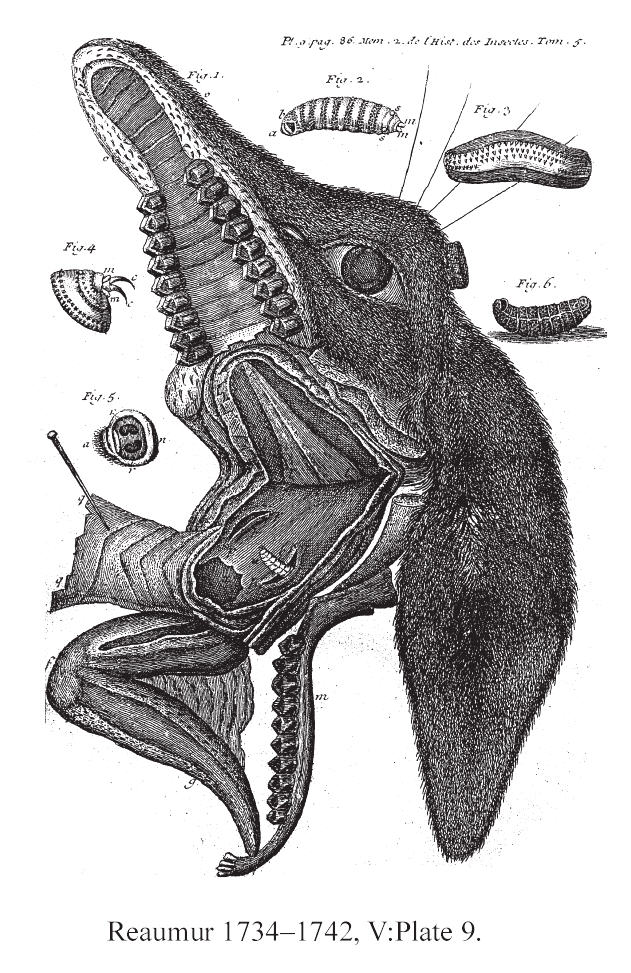
Cabeça dissecada de um veado mostrando larvas de Oestridae.

Estrídeos (Oestridae) é uma família de moscas, que inclui espécies cujas larvas são parasitas internos de diversas espécies de mamíferos. Algumas espécies instalam-se na carne do hospedeiro, enquanto outras ocorrem nas vísceras. A espécie Dermatobia hominis é a única espécie deste grupo que se conhece ser parasita comum em humanos, embora outras espécies possam ocorrer como parasitas ocasionais, em geral causando a afecção conhecida por miíase ou dermatobiose. As moscas desta família são em geral conhecidas pelos nomes comuns de moscas-berneiras ou moscas-varejeiras, recebendo múltiplos nomes consoante a região e as espécies animais que infestam.

## Descrição
As moscas da família Oestridae apresentam ciclos de vida que variam grandemente em função da espécie, mas todas elas são na sua fase larvar parasitas internos de mamíferos. As larvas de algumas espécies instalam-se no tecido muscular ou sob a pele do hospedeiro enquanto outras ocorrem nas vísceras, em particular ao longo do tracto intestinal.
A palavra "berne", quando utilizada no contexto das infestações por este tipo de moscas, significa uma larva cuja presença subcutânea num animal causa um espessamento da pele ou calo, semelhante ao causado por um arnês mal ajustado, tal como acontece com a presença de uma larva da mosca do berne sob a pele.
O berne humano, causado pela espécie Dermatobia hominis, é a única espécie destas moscas cujas larvas normalmente parasitam os seres humanos, apesar de moscas em algumas outras famílias episodicamente provocarem miíase humana, e serem às vezes mais prejudiciais para a saúde das pessoas infestadas.
A família Oestridae é actualmente circunscrita de forma a incluir os anteriores agrupamentos taxonómicos designados por Oestridae, Cuterebridae, Gasterophilidae e Hypodermatidae como subfamílias.
A família Oestridae, por sua vez, integra a superfamília Oestroidea em conjunto com as famílias Calliphoridae, Rhinophoridae, Sarcophagidae e Tachinidae.
Entre as famílias de moscas que causam miíase (ou dermatobiose), a Oestridae inclui a maior proporção de espécies cujas larvas são parasitas obrigatórios no interior do corpo de mamíferos. São conhecidas cerca de 150 espécies destes parasitas. A maioria das restantes espécies implicadas em casos de miíase são membros de famílias aparentadas, tais como a Calliphoridae.
As moscas-berneiras depositam directamente os seus ovos no hospedeiro, mas, por vezes, usam um vector intermediário, como a mosca-comum, mosquitos e até, pelo menos, uma espécie de carrapato (Dermatobia hominis). A mosca vector, sempre uma espécie de menor envergadura, é firmemente agarrada pela fêmea de mosca-berneira e rodado para uma posição que permite a colocação de cerca de 30 ovos adesivos sob as asas. As larvas produzidas por estes ovos, estimulados pelo calor e pela proximidade de um grande hospedeiro mamífero, deixam-se cair sobre a sua pele, perfuram-na e penetram no corpo do hospedeiro. O recurso a vectores intermediários confere vantagem competitiva, pois muitos animais potencialmente hospedeiros reconhecem a aproximação de uma mosca-berneira e fogem.
Os ovos são depositados directamente sobre a pele do hospedeiro, ou a larva eclode sobre o vector intermediário e deixa-se cair sobre o hospedeiro, estimulada pelo calor corporal deste ou por detectar o aumento da concentração de dióxido de carbono ou de outros compostos libertados pelo animal. Algumas espécies ocorrem no trato intestinal, dependendo da ingestão de ovos e larvas pelo hospedeiro, em geral através do acto de lamber a pele, prática comum nos mamíferos.
A penetração das larvas na pele ou nos tecidos subjacentes pode causar miíase. Após a maturação, as larvas emergem da pele do hospedeiro  e completam o estádio de pupa no solo. A presença das larvas, apesar de detrimental, em geral não mata o animal hospedeiro, dando as estas moscas um carácter de verdadeiros parasitas.
Em regiões de clima temperado frio e subártico, particularmente onde existam populações humanas que tradicionalmente dependem do consumo da carne de renas e caribus, é comum ficarem disponíveis, durante a desmancha dos animais abatidos, grandes quantidades de larvas da espécie Hypoderma tarandi, um éstrido comum nessas regiões. Essas larvas, ricas em proteínas, gorduras e oligoelementos, são tradicionalmente utilizadas como alimento humano, sendo ainda hoje consideradas como um apetecido pitéu na alimentação de algumas etnias do norte euro-asiático. Existem provas arqueológicas que permitem datar o consumo humano destas larvas na Europa desde o final do Pleistoceno.

## Nota
1. 1 2  Inc. Merriam-Webster (2011). Webster's American English dictionary. Springfield, MA: Federal Street Press. ISBN 978-1-59695-114-3
2. ↑  Mullen, Gary; Durden, Lance, eds. (2009). Medical and veterinary entomology. Amsterdam, NL: Academic. ISBN 978-0-12-372500-4
3. ↑  Journal of the Department of Agriculture of Western Australia, Volume 9, Pub: Western Australia. Dept. of Agriculture, 1904, p 17
4. ↑  Brown, Lesley (1993). The New shorter Oxford English dictionary on historical principles. Oxford [Eng.]: Clarendon. ISBN 0-19-861271-0
5. ↑  Pape, Thomas (abril de 2001). «Phylogeny of Oestridae (Insecta: Diptera)». Systematic Entomology. 26 (2): 133–171. doi:10.1046/j.1365-3113.2001.00143.x
6. ↑  Dunleavy, Stephen (producer) (20 de outubro de 2005). Life In The Undergrowth: Intimate Relations (Programme synopses). BBC. Consultado em 17 de dezembro de 2008
7. ↑  Drees, B.M.; Jackman, John (1999). «Horse Bot Fly». Field Guide to Texas Insects. Houston, Texas: Gulf Publishing Company. Consultado em 12 de junho de 2013. Arquivado do original em 14 de novembro de 2012
8. ↑  Felt, E.P. (1918). «Caribo warble grubs edible». Journal of Economic Entomology. 11. 482 páginas
9. ↑  Guthrie, Russell Dale (2005). The Nature of Paleolithic Art. [S.l.]: University of Chicago Press. pp. 6–. ISBN 978-0-226-31126-5. Consultado em 7 de maio de 2013